# Navi Mumbai
Navi Mumbai ou Nouvelle Bombay (autrefois : New Bombay) est une ville jumelle de la ville de Mumbai (Bombay), en Inde. C'est la plus grande nouvelle ville planifiée dans le monde, avec une superficie de 344 km2.
La longueur de la ville est presque identique à celle de Mumbai. Il y a une nouvelle ligne ferroviaire de Vashi à Thane par l'intermédiaire d'Airoli, de Ghansoli, et de Kopar Khairane. Les ponts de Vashi et d'Airoli relient cette ville à Mumbai.

## Une ville planifiée
Navi Mumbai a été créée dans les années 1970, planifiée en partie par l'architecte Charles Correa pour pourvoir à la demande en hausse de l’immobilier. Navi Mumbai est organisé par quartiers. Les quartiers les plus peuplés de Navi Mumbai sont Vashi, Nerul et Belapur.

## Les transports
Les transports les plus communs sont les autobus rouges de Navi Mumbai Municipal Transport (mr) (NMMT) et les trains suburbains. Les autos rickshaws et les taxis sont également un mode populaire de transport. Le réseau ferroviaire suburbain de Mumbai couvre également la majeure partie de la région peuplée de la ville.

## Commerce
La plupart des grandes sociétés d’informatique ont leurs bureaux dans la ville. Le gouvernement du Maharastra a également créé des parcs informatiques pour subvenir à la demande croissante. Il est également prévu d’offrir à Navi Mumbai son propre aéroport.

## Jumelage
- Caracas (Venezuela)
- Bogota (Colombie)
- Cluj-Napoca (Roumanie)
- Damas (Syrie)
- La Havane (Cuba)
- Istanbul (Turquie)
- Téhéran (Iran)
- Jakarta (Indonésie)
- Koweït (ville) (Koweït)

## Galerie

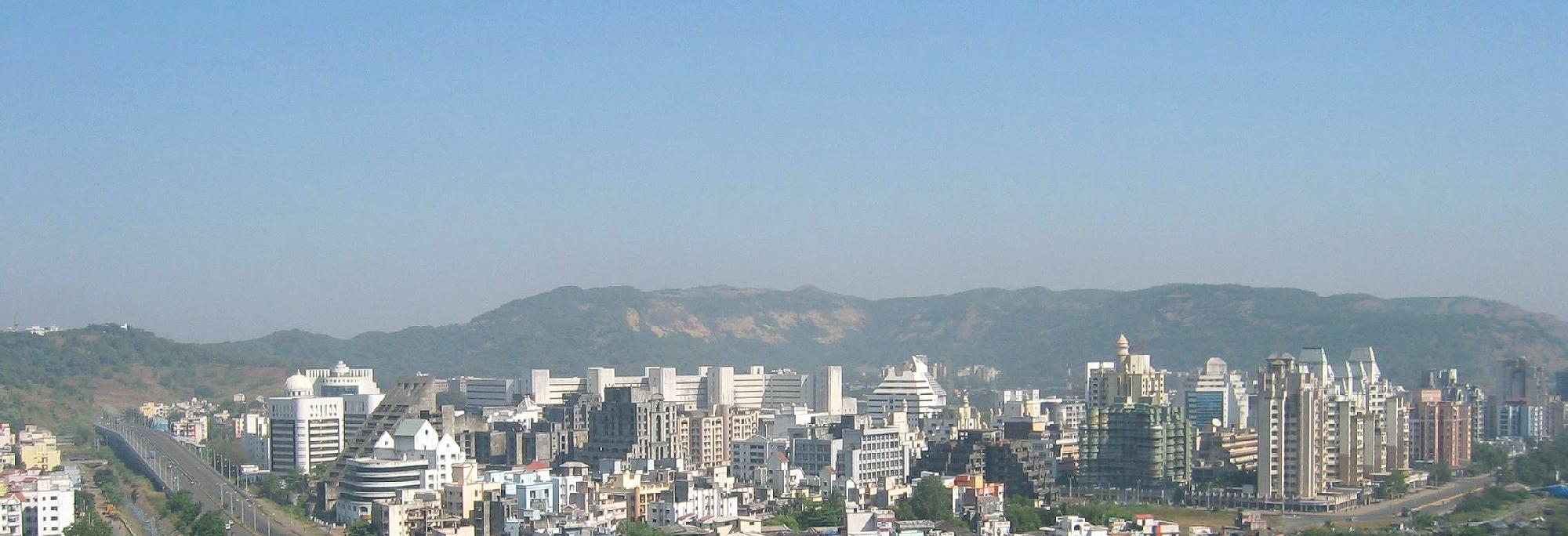
Cité de 21st cenury
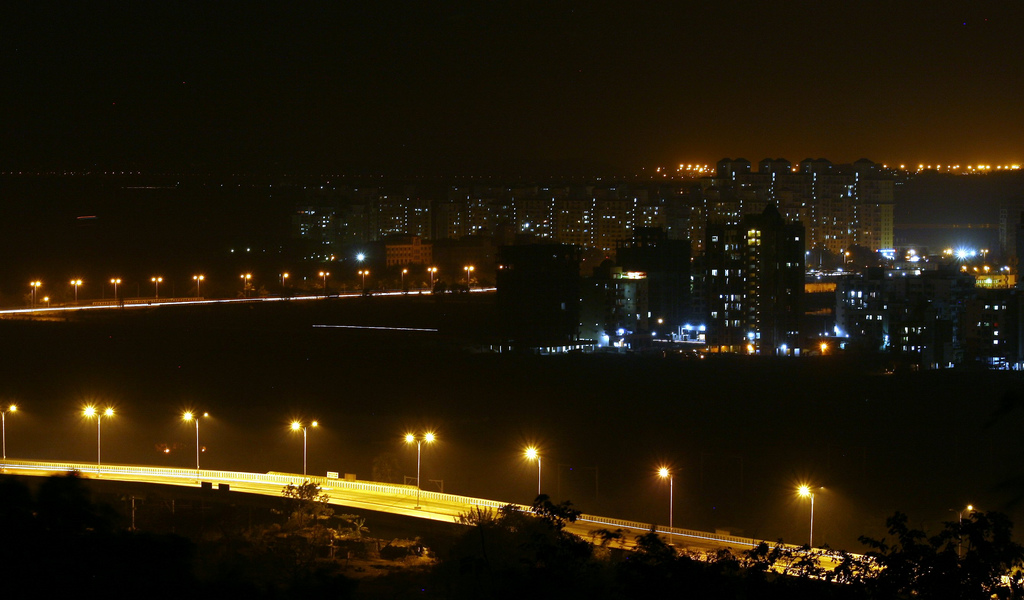
Vue du palm beach road
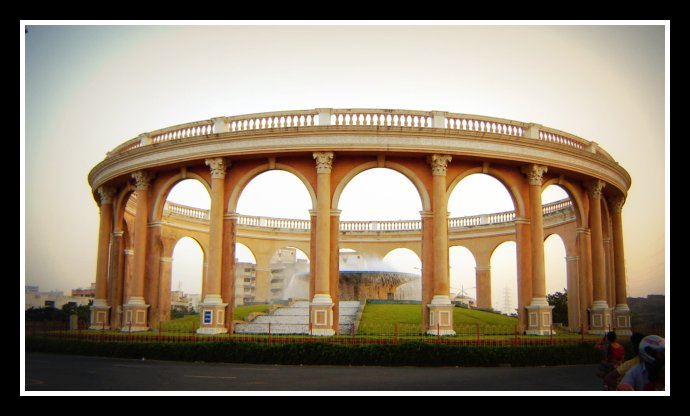
Utsav Chowk
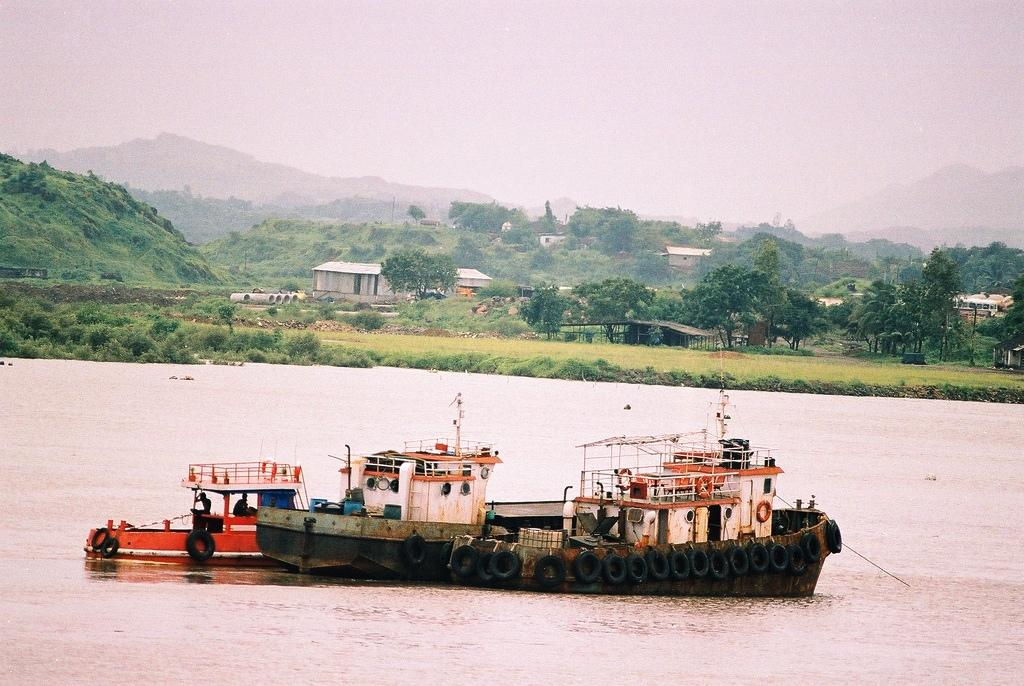
Vue de Belapur Creek
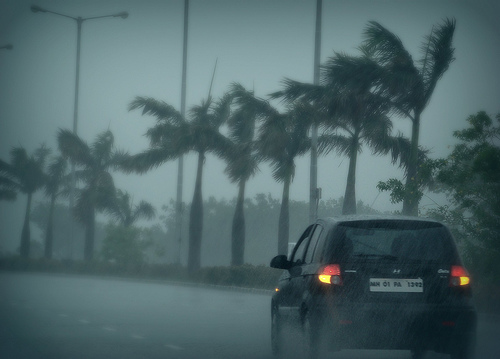
Pluie dans Palm beach
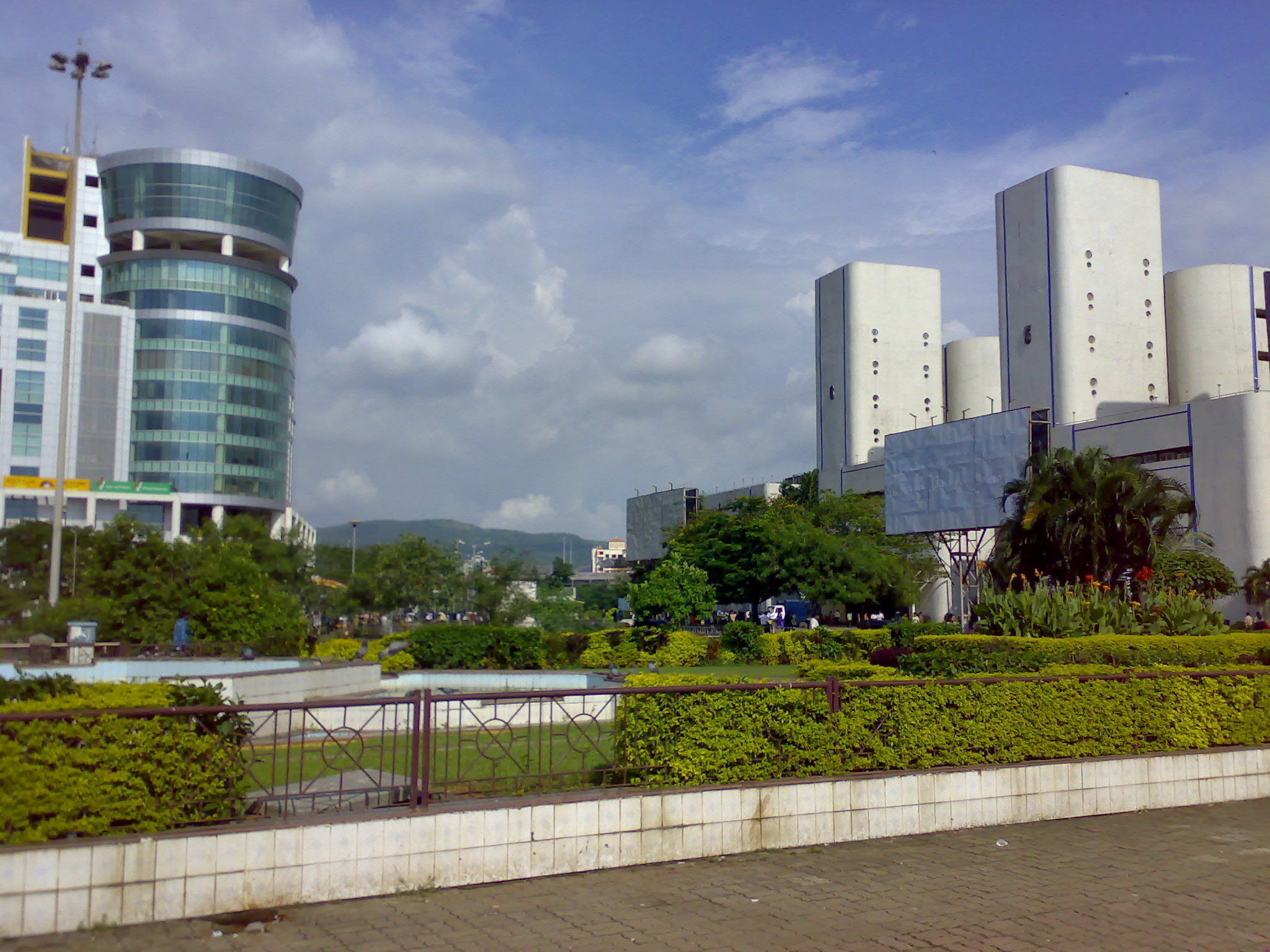
Complex de Vashi Station
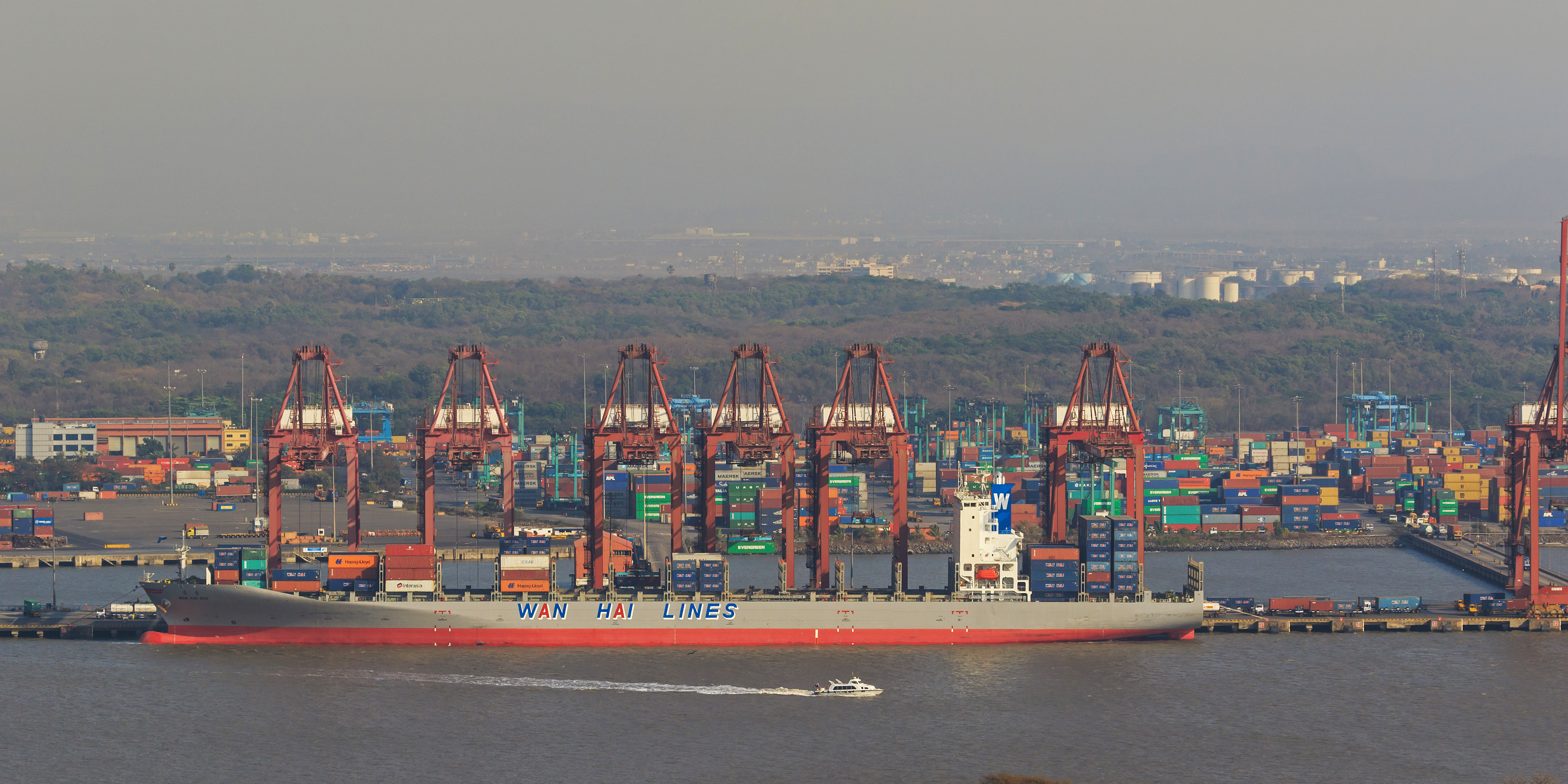
Port Nhava Sheva
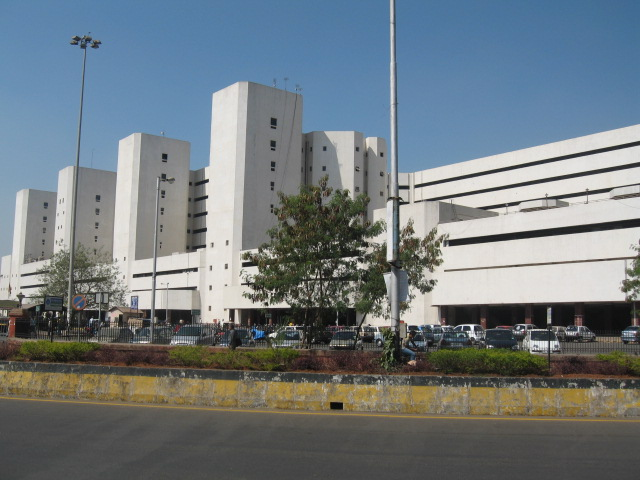
Gare de Belapur